# El parc màgic
El parc màgic (títol original: Wonder Park) és una pel·lícula estatunidenca animada per ordinador d'aventures de 2019 produïda per Paramount Animation i Nickelodeon Movies, amb Ilion Animation Studios encarregant-se de l'animació. La història segueix una xiqueta que es troba una versió real del seu parc d'atraccions màgic, portat per animals que parlen. El film és protagonitzat per Brianna Denski, Matthew Broderick, Jennifer Garner, Ken Hudson Campbell, Kenan Thompson, Ken Jeong, Mila Kunis, John Oliver, Kath Soucie, Norbert Leo Butz, i Kevin Chamberlin. Va ser la primera pel·lícula dirigint de l'animador de Pixar Dylan Brown; tot i que va estar involucrat durant la major part del període de producció, Paramount el va destituir el gener de 2018, al·ludint "conductes inapropiades i no desitjades".